# 마쓰모토 데쓰야
마쓰모토 데쓰야(일본어: 松本 哲也, 1984년 7월 3일 ~ )는 일본의 전 프로 야구 선수이며, 현재 센트럴 리그인 요미우리 자이언츠의 2군 외야수비 겸 주루코치이다.

## 인물

### 프로 입단 전
야마나시현 야마나시시에서 태어나 그의 숙부인 마쓰모토 준야가 럭비 일본 대표팀 선수로 활약하여 부친이 사회인 럭비 선수로 활약했던 것을 계기로 중학생 시절에는 야구부와 럭비부에서 동시에 선수로 뛰고 있었다. 야마나시가쿠인 대학 부속 고등학교 1학년 때 여름 대회인 고시엔 대회에 출전을 했고, 이후 센슈 대학에 진학하면서 4년간 팀내 주장을 맡는 등 도토 대학 리그 대회에서 9개 경기에서의 1부 복귀에 기여했다.
대학 졸업 후인 2006년에는 육성 선수(드래프트 3순위)로서 요미우리 자이언츠에 입단했다.

### 프로 입단 후

#### 2007년
그 해 춘계 캠프인 홍백전에서 활약을 하여 하라 다쓰노리 감독으로부터 “주공격수로서의 존재감이 있었고, 큰 수확이었다”라고 말하는 등의 높은 평가를 받기도 했다. 홍백전이나 연습 경기에서의 활약이 구단 수뇌진으로부터 인정을 받아 요미우리의 육성 선수로서는 처음으로 경기에 등록된 선수가 되었다. 입단 1년차에서는 1군 출장은 없었지만 2군에서는 79경기에 출전을 하면서 2할 8푼 5리의 타율과 4개의 도루, 6개의 도루 실패, 3루타 1개 등 본래의 빠른 발을 발휘할 수가 없었다.

#### 2008년
5월 28일의 도호쿠 라쿠텐 골든이글스전에서 데뷔 후 처음으로 1군 경기에 출전을 했다. 5월 31일의 소프트뱅크전에서의 데뷔 후 첫 선발 출전을 했지만, 프로 첫 타석에서 3루쪽의 땅볼을 기록하여 1루 베이스로 출루하는 도중 오른쪽 복사뼈 부분의 골절상을 입는 등의 부상을 겪었다. 실전 복귀는 2개월 후로 미뤄지면서 이후 1군 복귀의 기회는 없었다. 2군에서의 타율은 2할 7푼 6리와 팀내의 1위가 되는 10개의 도루를 기록했다.

#### 2009년
시즌에 있어서는 처음으로 1군에 복귀하면서 개막전에서의 첫 선발 출장이 이뤄졌고, 4월 5일의 히로시마 도요 카프전에서 프로 데뷔 후 첫 안타를 기록했다. 처음으로 2번 타자로 선발 출전한 5월 6일의 요코하마 베이스타스전에서 3루타를 기록하는 등 데뷔 후 첫 타점을 기록했다. 이 경기 이후 2번·중견수로서 정규 경기에서의 수비 보직을 맡았고, 처음에는 상대 선발이 좌완 투수일 때는 선발에서 밀리기는 했지만 후반기부터는 상대 투수의 좌우에 관계없이 선발을 맡았다.
“아직 프로 선수로서의 신체 조건이 되어 있지는 않았고, 풀 출장은 어렵다”라고 말하는 하라 감독의 판단에 의해서 정기적으로 휴양일이 주어졌기 때문에 규정 타석에는 도달하지는 않았지만, 빠른 걸음을 살린 수비와 2번 타자로서 진루타를 노리는 배팅에 팀 최다인 27개의 희생타를 기록하는 등 팀의 리그 3연패와 7년 만의 일본 시리즈 우승에 기여했다. 육성 선수 출신으로서는 처음으로 골든 글러브상을 수상함과 동시에 육성 선수 출신의 야수로서는 처음으로 리그 신인왕을 수상했다. 야마구치 데쓰야에 이은 2년 연속 요미우리의 육성 선수 출신의 선수가 신인왕을 획득한 쾌거를 이루어냈다. 홈런을 단 한 개도 기록하지 못했는데도 신인왕으로 선정된 야수는 같은 야마나시 현 출신의 구지 데루요시 이래 역대 2번째다. 시즌 종료 후에는 작년 대비 5배가 되는 연봉 3,000만 엔(추정)으로 계약을 갱신했다.

#### 2010년
등번호를 31번으로 변경하면서 개막 이후부터 2번·중견수로서 선발 출전해 도루와 안타를 연달아 기록했다. 4할을 넘는 타율을 기록하고 있었지만 4월 25일의 히로시마전에서 부상당하여 등록이 말소되었고 약 2개월 만인 7월 2일의 한신 타이거스전에서 복귀했다. 장기적인 이탈에도 관계없이 올스타전에 팬 투표 부문에서 선정되는 등 육성 선수 출신의 야수로서 첫 출전함과 동시에 첫 안타도 제2차전에 기록했다. 그러나 정규 시즌에는 팀 전력에서 이탈당하기 전의 원래 상태를 되찾지 못해 타격 성적이 급격하게 떨어졌고 클라이맥스 시리즈에서는 선발에서 제외되었다.

#### 2011년
작년에 부상으로 인해서 등번호는 32번으로 변경되었고 춘계 캠프에서는 1군에 합류했지만 그 해부터 새로 도입된 공인구(일명 통일구)의 영향으로 통일구에 대한 적응에 부담을 느껴 개막전 엔트리에서 제외되었다. 6월 3일에는 1군에 승격했지만 20경기 출전에만 그쳐 19타수 1안타라는 저조한 성적을 남겼고 2군에서도 타율이 2할 1푼대의 성적을 기록할 정도로 극심한 부진에 시달렸다.

#### 2012년
등번호를 31번으로 다시 변경했고 타격 폼을 천칭 타법에서 시계추타법으로 개조했다. 7월 13일에 시즌 두 번째가 되는 1군에 승격했고 8월 2일의 주니치 드래건스전에서 2번·중견수로 출전, 같은 달 8일의 한신전에서 결승타와 파인플레이의 활약을 보여주었다. 그 날 수훈 선수로 선정돼 히어로 인터뷰에서는 눈물을 흘리며 가족에게 감사하다고 말했다.

## 상세 정보

### 출신 학교
- 야마나시가쿠인 대학 부속 고등학교
- 센슈 대학

### 선수 경력
- 요미우리 자이언츠(2007년 ~ 2017년)

### 지도자 및 기타 경력
- 요미우리 자이언츠 3군 외야 종합 코치(2018년 ~ 2019년)
- 요미우리 자이언츠 2군 외야수비 겸 주루코치(2020년 ~ )

### 수상·타이틀 경력
- 신인왕(2009년)
- 골든 글러브상 : 1회(2009년)
- JA 전농 Go·Go상 : 1회(호주루상 : 2010년 3·4월)
- ‘조지아혼’상 : 1회(2014년도 제4회)
- 도쿄 돔 MVP 특별상 : 1회(2009년)
- 호치 프로 스포츠 대상 프레시상(2009년)
- 일본 시리즈 특별상 - BASEBALL HEROES상 : 1회(2012년)

### 개인 기록

#### 첫 기록
- 첫 출장 : 2008년 5월 28일, 대 도호쿠 라쿠텐 골든이글스 1차전(도쿄 돔), 9회초에 중견수로서 출장
- 첫 도루 : 2008년 5월 29일, 대 도호쿠 라쿠텐 골든이글스 2차전(도쿄 돔), 8회말에 2루 안착(투수 : 가와기시 쓰요시, 포수 : 후지이 아키히토)
- 첫 선발 출장 : 2008년 5월 31일, 대 후쿠오카 소프트뱅크 호크스 1차전(후쿠오카 Yahoo! JAPAN 돔), 9번·중견수로서 선발 출장, 1타수 무안타
- 첫 타석 : 상동, 3회초에 스기우치 도시야로부터 3루 땅볼
- 첫 안타 : 2009년 4월 5일, 대 히로시마 도요 카프 3차전(도쿄 돔), 11회말에 하야시 마사키로부터 좌전 안타
- 첫 타점 : 2009년 5월 6일, 대 요코하마 베이스타스 5차전(도쿄 돔), 1회말에 톰 매스트니로부터 우익선상 적시 3루타

#### 기타
- 일본 시리즈 최다 희생타(6희생타) : 2012년(2012년 기준)
- 올스타전 출장 : 1회(2010년)

### 등번호
- 105(2007년 ~ 2007년 2월 24일, 2018년)
- 47(2007년 2월 25일 ~ 2007년 시즌 종료)
- 64(2008년 ~ 2009년)
- 31(2010년, 2012년 ~ 2017년)
- 32(2011년)
- 84(2019년 ~ )

### 연도별 타격 성적
| 연 도      | 소 속      | 경 기 | 타 석 | 타 수 | 득 점 | 안 타 | 2 루 타 | 3 루 타 | 홈 런 | 루 타 | 타 점 | 도 루 | 도 루 자 | 희 생 번 | 희 생 플 | 볼 넷 | 고 4 | 사 구 | 삼 진 | 병 살 타 | 타 율 | 출 루 율 | 장 타 율 | O P S |
| ---------- | ---------- | ----- | ----- | ----- | ----- | ----- | ------- | ------- | ----- | ----- | ----- | ----- | -------- | -------- | -------- | ----- | ---- | ----- | ----- | -------- | ----- | -------- | -------- | ----- |
| 2008년     | 요미우리   | 3     | 1     | 1     | 0     | 0     | 0       | 0       | 0     | 0     | 0     | 1     | 0        | 0        | 0        | 0     | 0    | 0     | 0     | 0        | .000  | .000     | .000     | .000  |
| 2009년     | 요미우리   | 129   | 424   | 372   | 55    | 109   | 11      | 1       | 0     | 122   | 15    | 16    | 9        | 27       | 0        | 21    | 0    | 4     | 59    | 8        | .293  | .338     | .328     | .665  |
| 2010년     | 요미우리   | 94    | 350   | 317   | 49    | 91    | 13      | 2       | 0     | 108   | 22    | 17    | 4        | 12       | 0        | 17    | 0    | 4     | 56    | 4        | .287  | .331     | .341     | .672  |
| 2011년     | 요미우리   | 20    | 19    | 19    | 2     | 1     | 0       | 0       | 0     | 1     | 0     | 0     | 0        | 0        | 0        | 0     | 0    | 0     | 4     | 1        | .053  | .053     | .053     | .106  |
| 2012년     | 요미우리   | 83    | 229   | 198   | 29    | 51    | 7       | 2       | 0     | 62    | 11    | 12    | 2        | 12       | 2        | 17    | 0    | 0     | 34    | 4        | .258  | .313     | .313     | .626  |
| 2013년     | 요미우리   | 91    | 222   | 190   | 24    | 45    | 4       | 0       | 0     | 49    | 5     | 11    | 5        | 9        | 1        | 21    | 0    | 1     | 34    | 2        | .237  | .315     | .258     | .573  |
| 2014년     | 요미우리   | 75    | 90    | 80    | 14    | 22    | 1       | 0       | 0     | 23    | 3     | 3     | 1        | 4        | 0        | 4     | 0    | 2     | 12    | 0        | .275  | .326     | .288     | .614  |
| 2015년     | 요미우리   | 44    | 37    | 34    | 8     | 5     | 1       | 0       | 0     | 6     | 0     | 3     | 0        | 1        | 0        | 2     | 0    | 0     | 10    | 0        | .147  | .194     | .176     | .371  |
| 2016년     | 요미우리   | 52    | 77    | 69    | 6     | 12    | 1       | 1       | 0     | 15    | 1     | 2     | 0        | 5        | 0        | 2     | 0    | 1     | 22    | 1        | .174  | .208     | .217     | .426  |
| 통산 : 9년 | 통산 : 9년 | 591   | 1449  | 1280  | 187   | 336   | 38      | 6       | 0     | 386   | 57    | 65    | 21       | 70       | 3        | 84    | 0    | 12    | 231   | 20       | .263  | .313     | .302     | .615  |

- 2016년 시즌 종료 기준

### 연도별 수비 성적
| 연도 | 외야 | 외야 | 외야 | 외야 | 외야 | 외야   |
| 연도 | 경기 | 척살 | 보살 | 실책 | 병살 | 수비율 |
| ---- | ---- | ---- | ---- | ---- | ---- | ------ |
| 2008 | 2    | 2    | 0    | 0    | 0    | 1.000  |
| 2009 | 122  | 182  | 6    | 2    | 1    | .989   |
| 2010 | 91   | 149  | 5    | 1    | 0    | .994   |
| 2011 | 11   | 5    | 0    | 0    | 0    | 1.000  |
| 2012 | 81   | 104  | 3    | 2    | 0    | .982   |
| 2013 | 86   | 108  | 1    | 1    | 0    | .991   |
| 2014 | 59   | 41   | 0    | 0    | 0    | 1.000  |
| 2015 | 36   | 18   | 1    | 1    | 0    | .950   |
| 2016 | 41   | 35   | 0    | 0    | 0    | 1.000  |
| 통산 | 529  | 644  | 16   | 7    | 1    | .990   |

- 2016년 시즌 종료 기준.